# Benjamin Rath
Benjamin Rath (* 6. August 1994; † 19. März 2017) war ein österreichischer Karateka und Europameister im Gōjū-Ryū.

## Leben
Rath begann im Alter von zehn Jahren mit dem Karate. Nach den Anfangsjahren im ASKÖ Karate Club Wolfsberg wechselte er nach Feldkirchen in Kärnten, wo er von Marco Kassmannhuber trainiert wurde. Er war der erste Karateka, der für Österreich die Goldmedaille im Bewerb Kata Einzel allgemeine Klasse bei der Gōjū-Ryū-Europameisterschaft erringen konnte. Rath zählte zu den erfolgreichsten Karatesportlern seines Landes. Zuletzt war er im Verein Inoue-ha Karate-do Feldkirchen aktiv.
Rath starb plötzlich und unerwartet im Alter von 22 Jahren an einer Chiari-Malformation.

## Erfolge
| Jahr | Ort    | Land | Name                               | Platz | Altersklasse      | Klasse      | Quelle |
| ---- | ------ | ---- | ---------------------------------- | ----- | ----------------- | ----------- | ------ |
| 2015 | Coburg |      | Karate1 Premier League             | 3     | allgemeine Klasse | Kata Team   | [ 4 ]  |
| 2015 |        |      | Gōjū-Ryū-Weltmeisterschaften       | 1     | allgemeine Klasse | Kata Team   | [ 4 ]  |
| 2016 |        |      | Gōjū-Ryū-Europameisterschaften     | 1     | allgemeine Klasse | Kata Einzel | [ 4 ]  |
| 2016 |        |      | Gōjū-Ryū-Europameisterschaften     | 1     | allgemeine Klasse | Kata Team   | [ 4 ]  |
| 2015 |        | AUT  | Österreichischen Meisterschaften   | 1     | allgemeine Klasse | Kata Team   | [ 4 ]  |
| 2016 |        | AUT  | Österreichischen Meisterschaften   | 1     | allgemeine Klasse | Kata Team   | [ 4 ]  |
| 2016 |        |      | Universitäts-Europameisterschaften | 5     | allgemeine Klasse | Kata Einzel | [ 4 ]  |